# Municipio de Charlevoix
El municipio de Charlevoix (en inglés: Charlevoix Township) es un municipio ubicado en el condado de Charlevoix en el estado estadounidense de Míchigan. En el año 2010 tenía una población de 1645 habitantes y una densidad poblacional de 52,6 personas por km².

## Geografía
El municipio de Charlevoix se encuentra ubicado en las coordenadas 45°18′47″N 85°16′48″O / 45.31306, -85.28000. Según la Oficina del Censo de los Estados Unidos, el municipio tiene una superficie total de 31.28 km², de la cual 15.38 km² corresponden a tierra firme y (50.83%) 15.9 km² es agua.

## Demografía
Según el censo de 2010, había 1645 personas residiendo en el municipio de Charlevoix. La densidad de población era de 52,6 hab./km². De los 1645 habitantes, el municipio de Charlevoix estaba compuesto por el 95.14% blancos, el 0.12% eran afroamericanos, el 1.88% eran amerindios, el 0.36% eran asiáticos, el 0.3% eran isleños del Pacífico, el 0.61% eran de otras razas y el 1.58% pertenecían a dos o más razas. Del total de la población el 1.03% eran hispanos o latinos de cualquier raza.